# Jan de Mulder
Jan de Mulder (* um 1960) ist ein belgischer Badmintonspieler. 

## Karriere
Jan de Mulder war in den 1980er Jahren einer der dominierenden Badmintonspieler in Belgien. Über einen Zeitraum von zehn Jahren gewann er fünf Titel im Herreneinzel, sechs Titel im Herrendoppel und einen Titel im Mixed. International war er 1984 bei den French Open erfolgreich.

## Sportliche Erfolge
| Saison    | Veranstaltung                  | Disziplin    | Platz | Name                                |
| --------- | ------------------------------ | ------------ | ----- | ----------------------------------- |
| 1981/1982 | Belgien: Einzelmeisterschaften | Herreneinzel | 1     | Jan de Mulder                       |
| 1982/1983 | Belgien: Einzelmeisterschaften | Mixed        | 1     | Jan de Mulder / Ingrid Rijcken      |
| 1984      | French Open                    | Herrendoppel | 1     | Jan de Mulder / Eddy van Herbruggen |
| 1984/1985 | Belgien: Einzelmeisterschaften | Herreneinzel | 1     | Jan de Mulder                       |
| 1984/1985 | Belgien: Einzelmeisterschaften | Herrendoppel | 1     | Jan de Mulder / Eddy van Herbruggen |
| 1985/1986 | Belgien: Einzelmeisterschaften | Herrendoppel | 1     | Jan de Mulder / Eddy van Herbruggen |
| 1986/1987 | Belgien: Einzelmeisterschaften | Herreneinzel | 1     | Jan de Mulder                       |
| 1986/1987 | Belgien: Einzelmeisterschaften | Herrendoppel | 1     | Jan de Mulder / José Isasi          |
| 1987/1988 | Belgien: Einzelmeisterschaften | Herrendoppel | 1     | Jan de Mulder / Dario van Nauw      |
| 1988/1989 | Belgien: Einzelmeisterschaften | Herreneinzel | 1     | Jan de Mulder                       |
| 1988/1989 | Belgien: Einzelmeisterschaften | Herrendoppel | 1     | Jan de Mulder / Filip Vigneron      |
| 1989/1990 | Belgien: Einzelmeisterschaften | Herrendoppel | 1     | Jan de Mulder / Filip Vigneron      |
| 1990/1991 | Belgien: Einzelmeisterschaften | Herreneinzel | 1     | Jan de Mulder                       |